# Maqluba

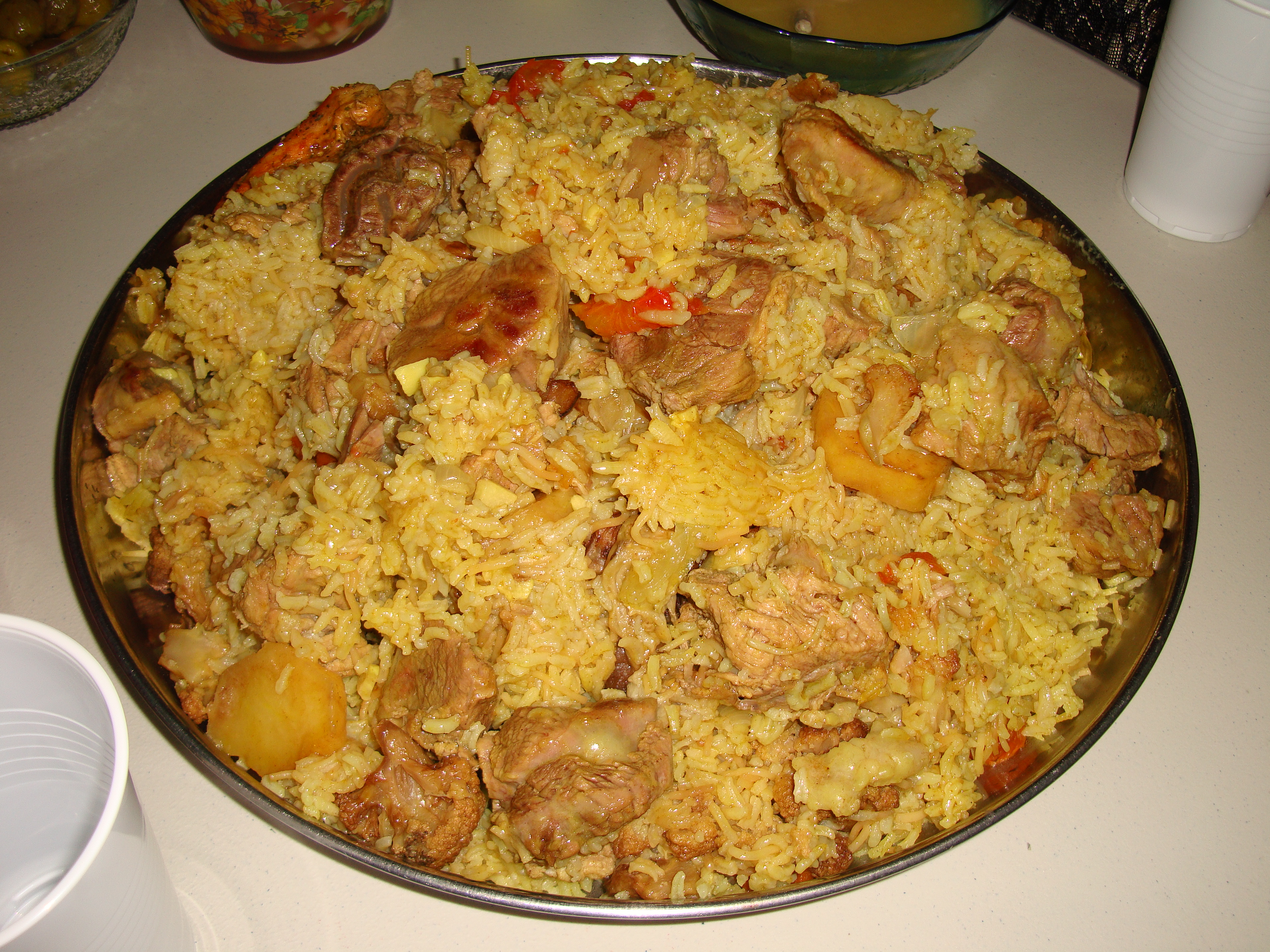
Maqluba.

Maqluba, även stavat makluba eller maklube, (arabiska: مقلوبة; turkiska: Maklube) (Kurdiska: Maqloba) är en traditionell maträtt från det palestinska köket. Rätten innehåller kött, ris och grillade grönsaker som läggs i en gryta eller kastrull, som sedan vänds upp och ned vid servering, därav namnet maqluba, vilket kan översättas till "uppochned".
Vilka grönsaker som används vid tillagning av maqluba kan variera, men vanligen består den av stekta tomater, blomkål, äggplanta med kyckling eller lamm. När grytan vänds, blir toppen röd från tomaterna som då bildar översta lagret och täcker den gyllne äggplantan. Rätten serveras varm, och gärna tillsammans med yoghurt och arabisk sallad (salata arabia).

## Regional spridning
Maqluba tillagas i Palestina, Jordanien, Syrien,  Libanon, Irak, Turkiet, Kuwait samt över hela världen i diasoporor från Mellanöstern.